# Clásica de Almería (mannen)
De Clásica de Almería is een Spaanse eendaagse wielerwedstrijd voor mannen sinds 1988.

## Geschiedenis
De wedstrijd voor de mannen ging in 1988 van start als wedstrijd voor amateurs en de drie volgende edities waren ook voor amateurs. Sinds 1992 wordt de wedstrijd als profkoers verreden en stond tot en met 2014 eind februari, begin maart -uitgezonderd 1996 (17 februari) en 2002 (3 februari)- op de wielerkalender. Vanaf 2015 wordt de koers midden februari verreden. Van 2005-2021 maakte de wedstrijd deel uit van de UCI Europe Tour. In 2020 werd de koers opgenomen op de UCI ProSeries-kalender.
De Italiaan Massimo Strazzer en de Duitser Pascal Ackermann wisten de wedstrijd tweemaal te winnen. Vier Belgen, Johan Capiot (1993), Jean-Pierre Heynderickx (1994), Wilfried Nelissen (1996) en Milan Fretin (2025) en twee Nederlanders, Theo Bos (2010) en Olav Kooij (2024), wonnen de koers.

## Start- en finishplaatsen
N.B. als profkoers
| Almería - Almería                 | 1992-1996, 2010-2012, 2014-2017 |
| Puebla de Vícar - Vera            | 1997-2007                       |
| El Ejido - Almería                | 2008                            |
| Puebla de Vícar - Almería         | 2009                            |
| Almería - Roquetas de Mar         | 2013, 2018-2019                 |
| Roquetas de Mar - Roquetas de Mar | 2020                            |
| Puebla de Vícar - Roquetas de Mar | 2021, 2023, 2024, 2025          |
| El Ejido - Roquetas de Mar        | 2022                            |

## Meervoudige winnaars
| Overwinningen | Renner           | Jaren      |
| ------------- | ---------------- | ---------- |
| 2             | Massimo Strazzer | 1997, 2002 |
| 2             | Pascal Ackermann | 2019, 2020 |

## Overwinningen per land
| Overwinningen | Land                                                                                             |
| ------------- | ------------------------------------------------------------------------------------------------ |
| 8             | Italië                                                                                           |
| 7             | Spanje                                                                                           |
| 4             | Australië, België                                                                                |
| 3             | Denemarken                                                                                       |
| 2             | Duitsland, Nederland                                                                             |
| 1             | Argentinië, Frankrijk, Ierland, Nieuw-Zeeland, Noorwegen, Rusland, Tsjechië, Verenigd Koninkrijk |

Mannen: 1988 · 1989 · 1990 · 1991 · 1992 · 1993 · 1994 · 1995 · 1996 · 1997 · 1998 · 1999 · 2000 · 2001 · 2002 · 2003 · 2004 · 2005 · 2006 · 2007 · 2008 · 2009 · 2010 · 2011 · 2012 · 2013 · 2014 · 2015 · 2016 · 2017 · 2018 · 2019 · 2020 · 2021 · 2022 · 2023 · 2024 · 2025
Vrouwen: 2023 · 2024 · 2025